# Calle de la Almudena
La calle de la Almudena, antiguamente llamada Almudena Chica, calle del Camarín de Santa María, plazuela de Santa María y callejón de la Almudena, es una breve vía peatonal de Madrid que describe un codo entre las calles Mayor y Bailén, en el barrio de Palacio de la capital de España. 

## Historia

### Origen del nombre
La que en el siglo xvi se conocía como calle del Camarín de Santa María, conserva el nombre de calle de la Almudena por la ya desaparecida la iglesia de Santa María de la Almudena, demolida en 1868, y que se encontraba en esta calle. Otras fuentes explican que el título de Almudena Chica le vino para poder diferenciarla de la calle de la Almudena nombre que en su origen tuvo la calle Mayor.

### Hechos
En este breve espacio urbano, pero con una antigüedad de casi diez siglos, ha quedado noticia de diversos acontecimientos en el filo de lo legendario. Así por ejemplo: la aparición de la imagen de la virgen –que luego se llamaría de la almudena, por el «almud» o almacén de grano que había en ese lugar–, al desprenderse el cubo o sillar de un lienzo de la muralla árabe con ocasión de la entrada triunfal, el 9 de noviembre de 1083, de Alfonso VI de Castilla durante la conquista del recinto musulmán de lo que luego sería el primitivo Madrid.
Otro hecho referido fue el asesinato de Juan de Escobedo en este callejón, el 31 de marzo de 1578 (como se recuerda en una placa cercana a la esquina con la calle Mayor), por haber descubierto la supuesta traición y conjura de la princesa de Éboli y Antonio Pérez contra Felipe II de España.

### Evolución urbana
Debió ser en su origen un estrecho callejón que rodeaba la antigua mezquita mayor de «Mayrit», que luego ocupó la iglesia de Santa María de la Almudena, y que haciendo un codo a la izquierda desde la que más tarde sería la calle Mayor, llevaba a la plazuela de la Almudena, que a su vez comunicaría andando los siglos con la plaza de la Armería, del Alcázar de Madrid y más tarde con el Palacio Real. Callejón angosto pero muy transitado por ser el atajo natural entre la sede de la corte hacia la calle Mayor, que con el tiempo llegaría hasta la plaza del Arrabal, y desde allí a los caminos que salían de Madrid en dirección a las ciudades más cercanas, Alcalá de Henares y Toledo.
Peñasco y Cambronero documentaron antecedentes de construcciones particulares desde 1755, si bien en la vecina plazuela de Santa María tuvieron casa en 1619 familias madrileñas como las de Diego Herrera, Alonso del Valle y Francisco Alfaro.
En 1868 fue demolida la iglesia de Santa María para permitir el nuevo trazado de la calle Bailén y el replanteamiento de la calle Mayor. El espacio del callejón que se redujo en un principio por sus dos extremos, volvió a ampliarse tras la apertura de la zona ajardinada al comienzo de la calle Bailén, en el desnivel hacia la calle del Factor, y dejó el título de ‘callejón’ para recuperar el de ‘calle’.

### Vecinos y edificios

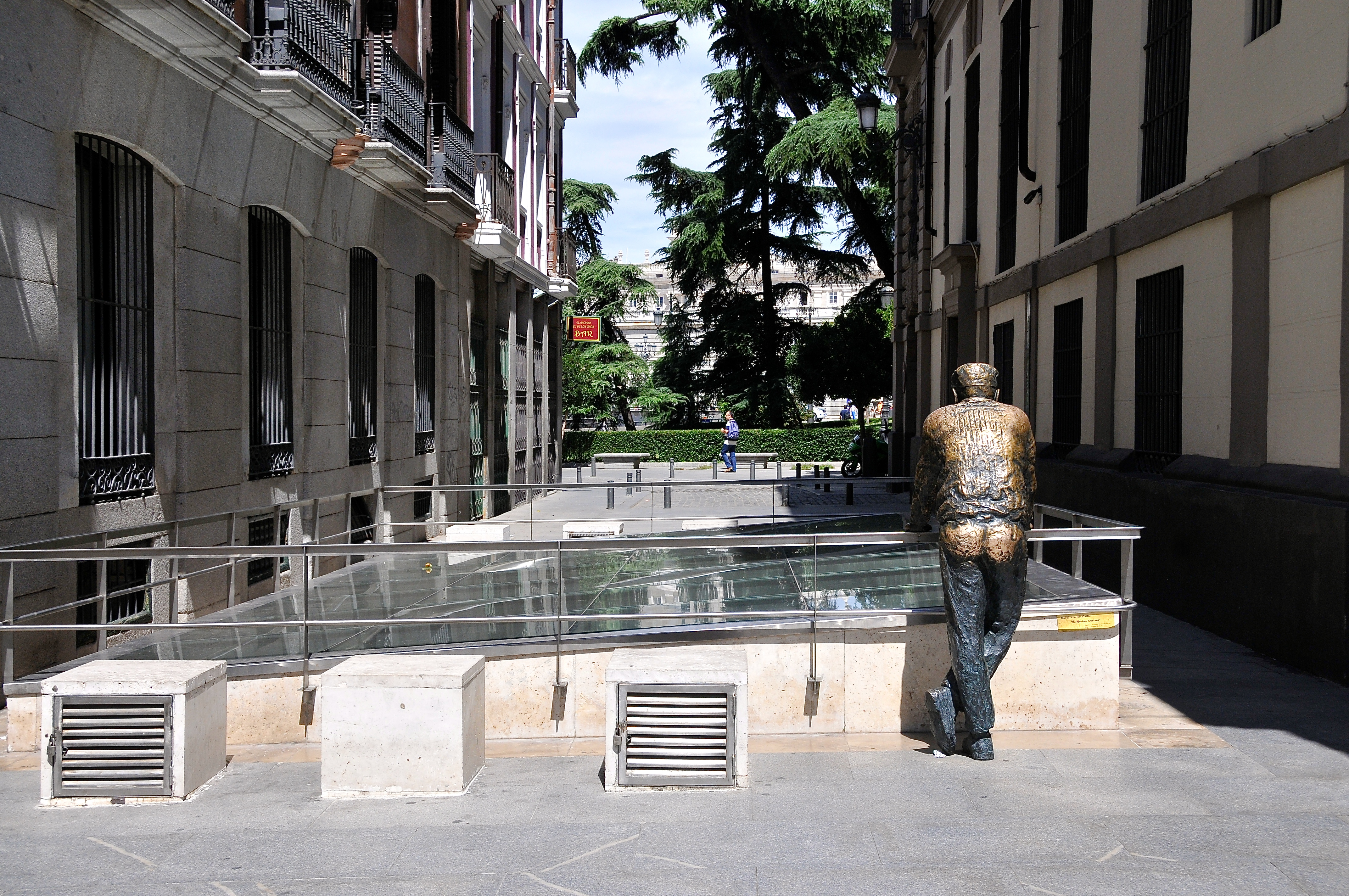
Paseante de bronce contemplando eternamente los cimientos de la iglesia de Santa María en el recinto arqueológico del pasaje de la Almudena.

Tuvieron casas aledañas las familias de los Cuevas, los Pachecos y los Abrantes (cuyo palacio fue luego embajada de Italia y después Instituto Italiano de Cultura), nobles y rancias familias que Mesonero Romanos menciona junto a Ruy Gómez de Silva, duque de Pastrana, como vecinos del lugar. Tanto Mesonero como Répide hablan también de la presencia de las llamadas niñas de Leganés (institución fundada en 1630 por Andrés Espinola para niñas y huérfanas) en el número 4, convertido ya en colegio el que antes fuera palacio de Ana de Mendoza.  En el número 2 tuvo su redacción y oficinas el periódico El Liberal entre 1879 y 1936.